# Baum der Wünsche
Baum der Wünsche (Originaltitel: georgisch ნატვრის ხე Natwris che, russisch Древо желания Drewo schelanija) ist ein sowjetischer Spielfilm der in Georgien unter der Regie von Tengis Abuladse im Jahr 1976 nach Motiven von Erzählungen des georgischen Schriftstellers Giorgi Leonidse gedreht wurde.

## Handlung
Maritas Mutter ist gestorben und das bildhübsche Mädchen Marita kommt mit ihrem Vater zurück in das Dorf ihrer Großmutter, damit sich diese um die Halbwaise kümmern kann. Der Nachbarjunge Gedija verliebt sich in sie, verbindet ihr eines Tages die Augen um sie auf den schönsten Berg in der Umgebung zu führen. Hier schenkt er ihr ein paar Schuhe als Zeichen seiner Zuneigung. Sie verbringen eine schöne Zeit miteinander, doch dann wird sie mit Schete zwangsverheiratet, den sie nicht liebt und der grob zu ihr ist. Eines Tages, Schete ist bei seiner Schafherde, bekommt Marita Besuch von Gedija, der sie noch immer liebt, und beide freuen sich über das Wiedersehen, umarmen und küssen sich heftig. Das sieht Schetes Mutter und sie erzählt es ihrem Sohn nach seiner Heimkehr. Sie sagt ihm aber sicherlich nicht, dass Gedija von Marita sofort wieder weggeschickt wird. Diese wird von ihrem Mann, sowie vielen rückständigen Dorfbewohnern, zur Strafe rückwärts auf einen Esel gesetzt und durch das Dorf geführt. Jeder kann sie nun wegen der Schande mit Dreck bewerfen und bespucken. Die Menschen, die Marita zur Hilfe kommen wollen, werden geschlagen und weggetrieben. Auch Gedija will ihr helfen und wird deshalb erschossen. Marita fällt vom Esel und ist ebenfalls tot.
Aufgelockert wird der Film durch viele Episoden mit zum Teil skurrilen Gestalten. So hat die Vagabundin Fufala schon bessere Zeiten erlebt. Der Revolutionär Ioram soll in der Nacht Bomben bauen, liebt Nargisa und hat während seiner Agitationen nur Kinder als Zuhörer. Die leichtlebige Nargisa verdreht im Dorf allen Männern den Kopf. Elios ist immer auf der Suche, nach dem Zauberstein, nach dem Goldfisch im Teich oder nach dem Zauberbaum, auf dem er erfriert, als er glaubt ihn gefunden zu haben und er ihn auch im Winter nicht mehr verlassen will. Bumbula ist der Meinung, den heiligen Stein entdeckt zu haben und bringt ihn an seine angestammte Stätte an der Kirche zurück. Die Mutter eines bereits großen Sohnes sucht jemanden, der gebildet ist und ihrem Sohn eine Maulschelle gibt, damit dieser wieder gesund wird und noch weiter wächst. Der Geistliche des Dorfes erklärt sich dazu bereit und muss nach der Schelle die Flucht ergreifen, denn der Sohn ist gesundet und will zurückschlagen.

## Produktion
Der in Farbe gedrehte Film hatte am 19. Dezember 1976 in Tiflis Vorpremiere, bevor er am 23. August 1977 unter dem russischen Titel Древо желания in der sowjetischen Hauptstadt Moskau aufgeführt wurde.
In der DDR wurde Baum der Wünsche vorrangig in den Studio-Kinos aufgeführt. Im Gegensatz zur sonst üblichen Praxis wurde dieser Film nicht synchronisiert, sondern in der georgischen Fassung mit deutscher Voice-over gezeigt. Erstmals wurde der Film am 11. August 1978 im Berliner Kino Studio Camera in der Oranienburger Straße 54 vorgeführt. Die Erstausstrahlung im Fernsehen der DDR erfolgte im 2. Programm am 8. April 1979, in der ARD lief der Film am 21. Mai 1979.

## Kritik
Die Neue Zeit schreibt über den Film, dass der Regisseur mit bezwingender Eindringlichkeit ein Panorama menschlicher Schicksale zeichnet, welches in einer unverwechselbaren Landschaft und Gesellschaft beheimatet ist. Seine Erzählweise ist geprägt von der Mentalität und Tradition der Georgier, aufgelockert durch den Witz und die Weisheit des Volkes, gewürzt durch tragikomische Episoden und bis zum Bizarren skurrile Typen, durchwebt von Legende und Sage. Durch den Film zieht sich sein Plädoyer für Menschenwürde, Glücksanspruch, Gerechtigkeit. Die Poesie dieses Filmkunstwerks ist in der deutschen Fassung glücklich gewahrt, der Originalton blieb erhalten, beschreibende und Dialogtexte werden dezent eingesprochen.
Das Lexikon des internationalen Films bezeichnete den Film als ein voller Bildsymbolik gestaltetes poetisches Märchen über die Vergangenheit. Die Notwendigkeit der Revolution wird zwar bejaht, doch es wird darauf hingewiesen, dass Fortschritt auch Verlust bedeutet.